# Paderborner Gastdozentur für Schriftstellerinnen und Schriftsteller
Die Paderborner Gastdozentur für Schriftstellerinnen und Schriftsteller ist eine Poetikprofessur und wurde 1983 von Hartmut Steinecke begründet. Seit 2006 wird die Veranstaltungsreihe von Norbert Otto Eke und Stefan Elit organisiert.

## Ablauf
Die Poetikvorlesungen finden jährlich im Wintersemester an der Universität Paderborn statt. Im Rahmen der Poetikdozentur halten renommierte Schriftstellerinnen und Schriftsteller poetologische Vorträge und lesen aus ihren Werken. Die Veranstaltungsreihe richtet sich nicht nur an Studierende, sondern an die gesamte literaturinteressierte Öffentlichkeit.
Es sind sowohl größere Dokumentationen der Dozentur als auch zahlreiche Einzelvorlesungen veröffentlicht worden.

## Dozenten
- 1983/84 Max von der Grün
- 1984/85 Erich Loest
- 1985/86 Peter Rühmkorf
- 1986/87 Peter Schneider
- 1987/88 Dieter Wellershoff
- 1988/89 Eva Demski
- 1989/90 Herta Müller
- 1990/91 Günter Kunert
- 1991/92 Uwe Timm
- 1993/94 Hanns-Josef Ortheil
- 1994/95 Friedrich Christian Delius
- 1995/96 Anne Duden
- 1996/97 Hartmut Lange
- 1997/98 Wilhelm Genazino
- 1998/99 Volker Braun
- 1999/2000 Angela Krauß
- 2000/01 Arnold Stadler
- 2001/02 Josef Haslinger
- 2002/03 Marcel Beyer
- 2003/04 Robert Schindel
- 2004/05 Ulrich Woelk
- 2005/06 Robert Menasse
- 2006/07 Judith Kuckart
- 2007/08 Werner Fritsch
- 2008/09 Albert Ostermaier
- 2009/10 Lea Singer
- 2010/11 Kathrin Röggla
- 2011/12 Doron Rabinovici
- 2012/13 Georg Klein
- 2013/14 Moritz Rinke
- 2014/15 Christoph Peters
- 2015/16 Thomas Brussig
- 2016/17 Marlene Streeruwitz
- 2017/18 Markus Orths
- 2018/19 Michael Roes
- 2019/20 Michael Kumpfmüller
- 2020/21 Feridun Zaimoglu
- 2021/22 Ingo Schulze und Frank Witzel
- 2022/23 Lea Streisand[3]